# Пустынная куропатка
Пустынная куропатка, или пустынная курочка (лат. Ammoperdix griseogularis), — вид птиц из отряда куриных.
Размеры взрослой особи достигают 24 см. Пустынная куропатка — типичная обитательница засушливых каменистых склонов в предгорьях Центральной и Южной Азии. Кормится обычно стаями, насчитывающими до 20 особей. Основу рациона составляют семена и другая растительная пища.
Пустынная куропатка обитает в сухих каменистых местностях от северо-восточных окраин Месопотамии и северо-западных частей Ирана до долины р. Инда, восточнее заходя в район Соляного хребта.